# Bonifacio

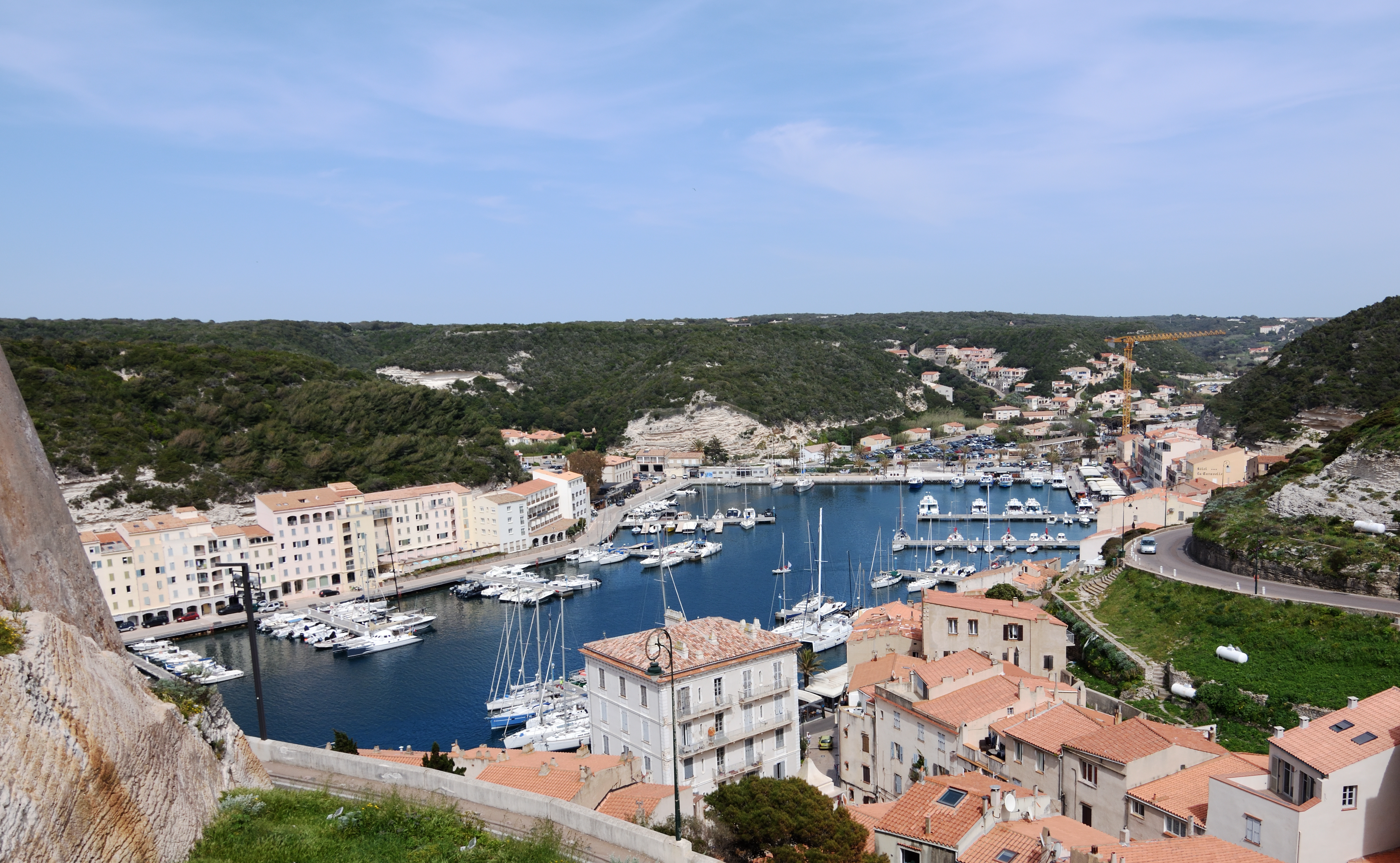
Hafen und Unterstadt von Bonifacio in der Calanque de Fazio

Bonifacio (korsisch Bunifaziu; ligurisch Bunifazziu oder Bonifaçio) ist eine Hafenstadt an der südlichen Spitze der französischen Mittelmeerinsel Korsika (Département Corse-du-Sud) mit 3269 Einwohnern (Stand 1. Januar 2022). Sie gab der Straße von Bonifacio genannten Meerenge zwischen Korsika und der zwölf Kilometer entfernten Insel Sardinien ihren Namen.

## Geografie

Skizze des Hafens von Bonifacio

Bonifacio ist die südlichste Gemeinde des Départements Corse-du-Sud und der Insel Korsika. Der Ort teilt sich in zwei Gebiete: die Ville haute (Oberstadt) genannte mittelalterliche Altstadt und die Marina im Hafenbereich. Die Ville haute liegt auf einer 900 Meter langen, schmalen, parallel zur Küste verlaufenden Landzunge aus Kalk- und Sandstein, der Île de Fazio, die an ihrer Seeseite aus einer durchschnittlichen Höhe von 70 Metern faktisch senkrecht zum Meer hin abfällt. An der Landseite der Landzunge ist eine fjordartige Bucht (französisch Calanque) in den Kalkstein eingeschnitten, die einen gut geschützten Naturhafen bildet. Dort fällt das Kalksteinplateau weniger steil zum Wasser hin ab. Der Naturhafen dient gleichzeitig als Fischerei- und Yachthafen. Des Weiteren ist Bonifacio ein Zentrum der Handelsschifffahrt und des Fährverkehrs mit der benachbarten Insel Sardinien sowie des Fremdenverkehrs, insbesondere in den Sommermonaten.

## Geschichte

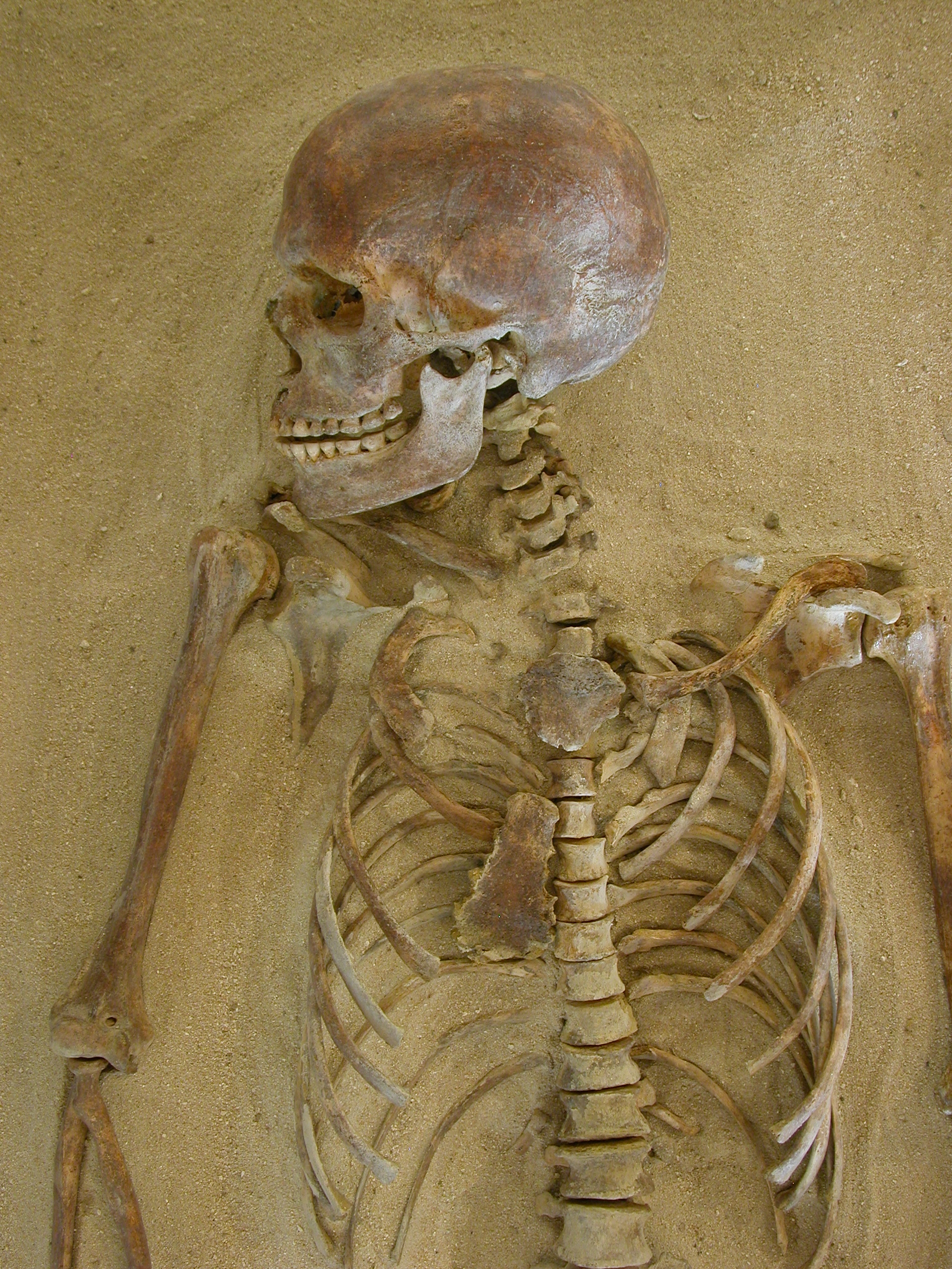
Dame von Bonifacio

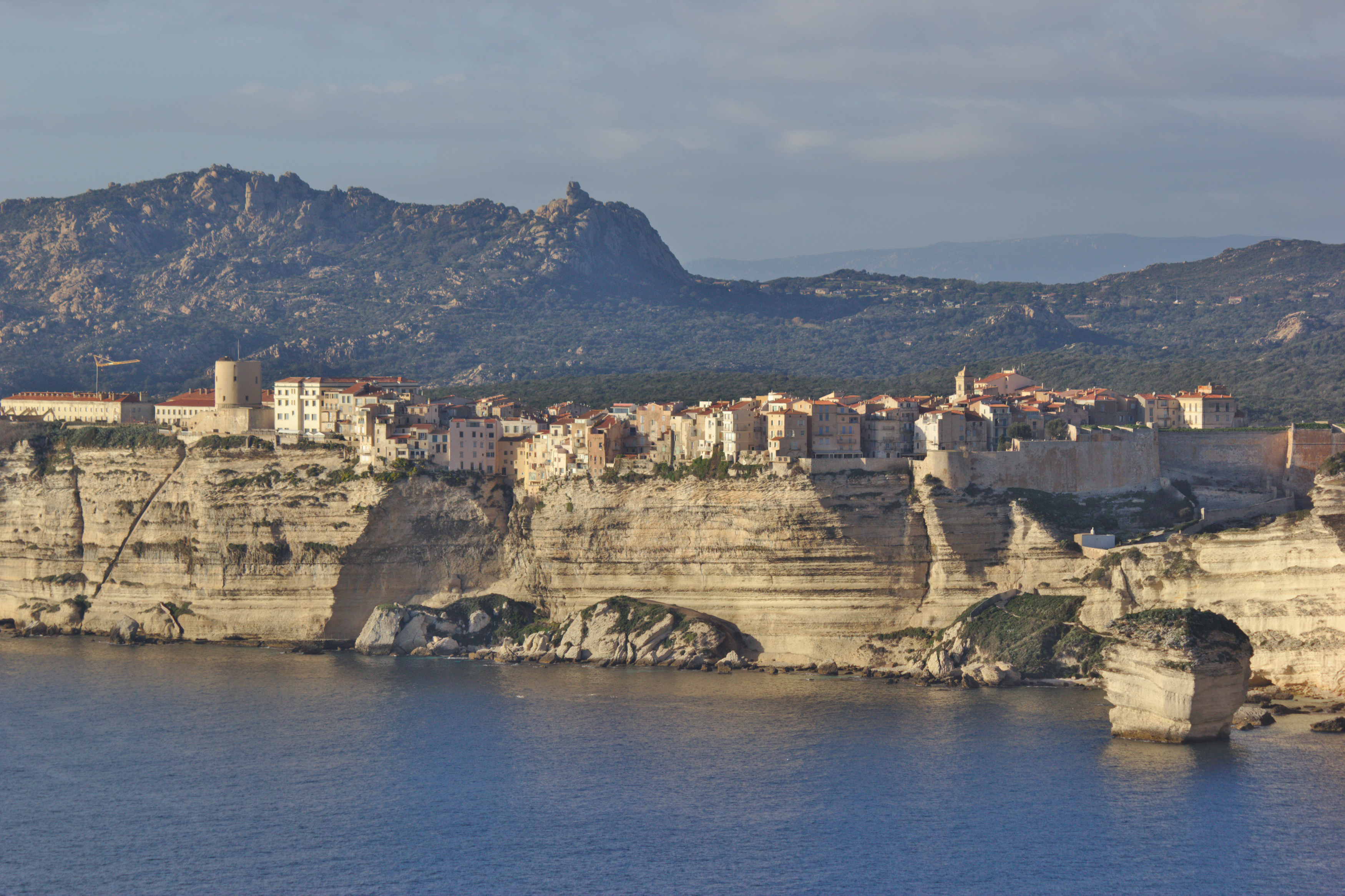
Bonifacio auf dem Kalksteinkliff

Archäologische Funde, wie die Dame von Bonifacio, belegen, dass die Gegend in vorgeschichtlichen Zeiten besiedelt war. Die offizielle Gründung erfolgte 828 durch den toskanischen Grafen Bonifacio II. 1187 gelang es den Genuesern mit einer List die Stadt einzunehmen, die außerdem ihre ligurische Sprache mit sich brachten, die heute noch gesprochen wird. 1420 belagerte König Alfons V. von  Aragonien die Stadt während der katalanischen Militärexpedition nach Sardinien, Korsika und Neapel; der Legende nach soll bei dieser Belagerung die Treppe des Königs von Aragon an der Steilküste vor Bonifacio entstanden sein. Abgesehen von einer Unterbrechung in den Jahren von 1553 bis 1559 (Sampiero Corso) blieb Bonifacio jedoch bis zum Beginn der französischen Herrschaft im Jahr 1768  in der Hand Genuas. 1793 bereitete Napoleon hier die gescheiterte Invasion Sardiniens vor. Im Zweiten Weltkrieg wurde Bonifacio 1942 wie ganz Korsika von deutschen und italienischen Truppen besetzt.

### Bevölkerungsentwicklung
| Jahr                       | 1962 | 1968 | 1975 | 1982 | 1990 | 1999 | 2007 | 2016 |
| Einwohner                  | 2418 | 2431 | 2693 | 2736 | 2683 | 2658 | 2852 | 3048 |
| Quellen: Cassini und INSEE |      |      |      |      |      |      |      |      |

## Sehenswürdigkeiten
Die auf einem halbinselartigen Felsplateau gelegene Altstadt von Bonifacio ist wohl eine der eindrucksvollsten im Mittelmeerraum. Das Plateau ist an seinem Fuß auf der Seeseite stark ausgewaschen, sodass die Häuser darauf fast wie auf einem Balkon stehen.
Die Altstadt, deren enge, kopfsteingepflasterte Straßen von vier- bis fünfstöckigen Häusern gesäumt werden, ist über eine Zugbrücke und einen im Zickzack angelegten Tunnel zur Zitadelle zu erreichen. Das Panorama, das sich von den zahlreichen Aussichtspunkten bietet, verdeutlicht, warum Bonifacio stets als Schutzhafen vor den unberechenbaren Witterungs- und Strömungsbedingungen in der Straße von Bonifacio angesteuert wurde. Es gibt ebenfalls den Blick auf die mit Häusern bebauten weißen Kalk- und Sandsteinfelsen frei, an denen das Meer seit Jahrtausenden ununterbrochen nagt, so dass sich Grotten bildeten, die ein beliebtes Ausflugsziel sind. Im Westen der Altstadt liegt der alte Meeresfriedhof (Cimetière marin de Saint-François), der beinahe den Charakter einer eigenen kleinen Stadt aus unzähligen Mausoleen und Familiengruften aufweist.
Die einzigartige Lage machte die Stadt immer wieder zum Zentrum kriegerischer Auseinandersetzungen, weshalb sie im Laufe der Zeit zu einer Festung ausgebaut wurde.
Die Grotten sind Ziel der vom Hafen aus organisierten Bootsfahrten, während der auch die Kliffküste vom Meer aus bewundert werden kann. Von dort gut zu sehen ist auch die sogenannte „Treppe des Königs von Aragon“, deren Stufen in den Stein gehauen von der Oberstadt bis zum Meer führen.
Entlang der Kliffküste bietet sich eine Wanderung von Bonifacio aus in Richtung Südosten bis zum südlichsten Punkt Korsikas an, dem Capo Pertusato. Von dort eröffnet sich eine schöne Aussicht auf die Stadt.
Die Gastronomiebetriebe im Hafen sind auf die Zubereitung fangfrischen Fisches spezialisiert.

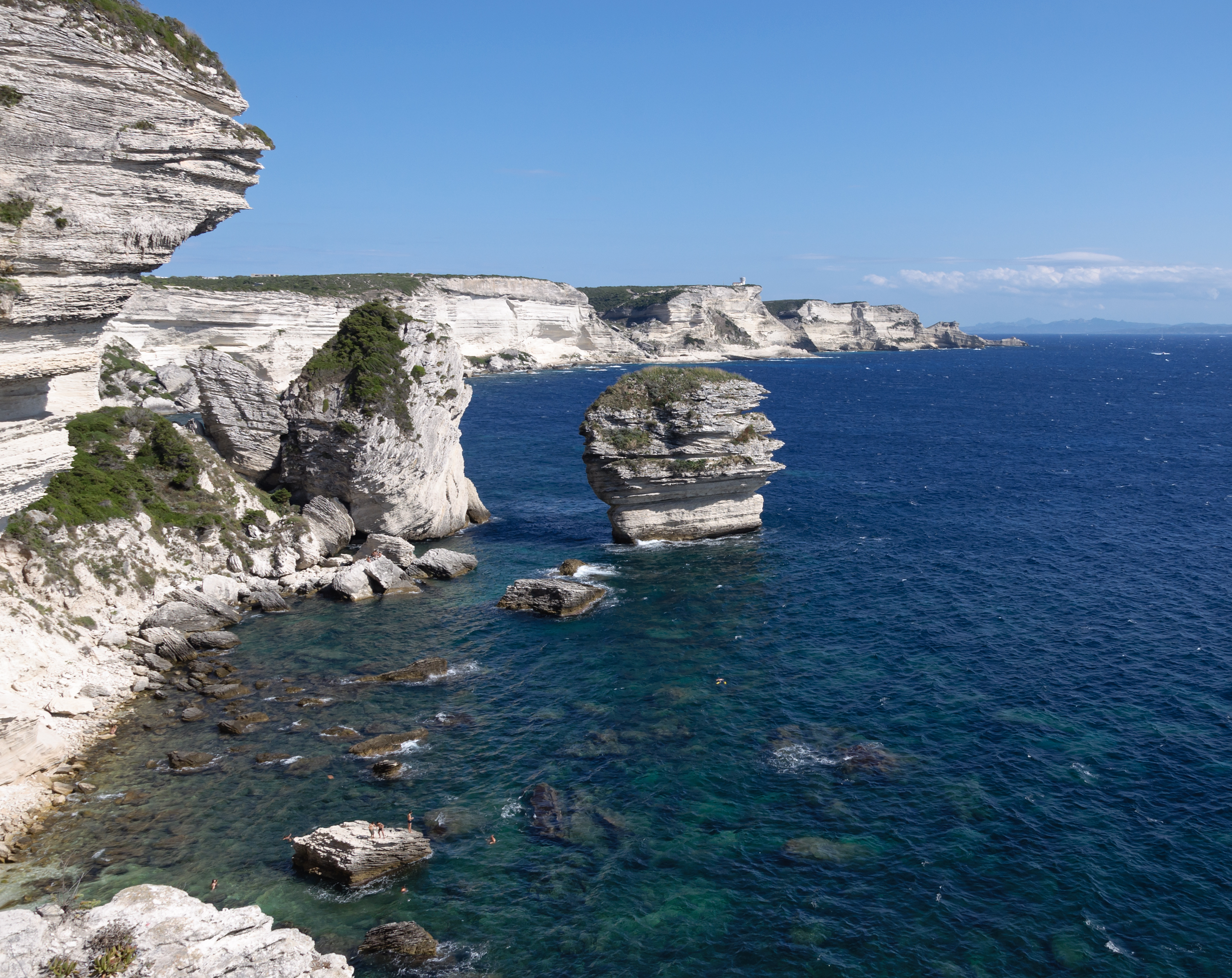
Die weißen Felsen von Bonifacio
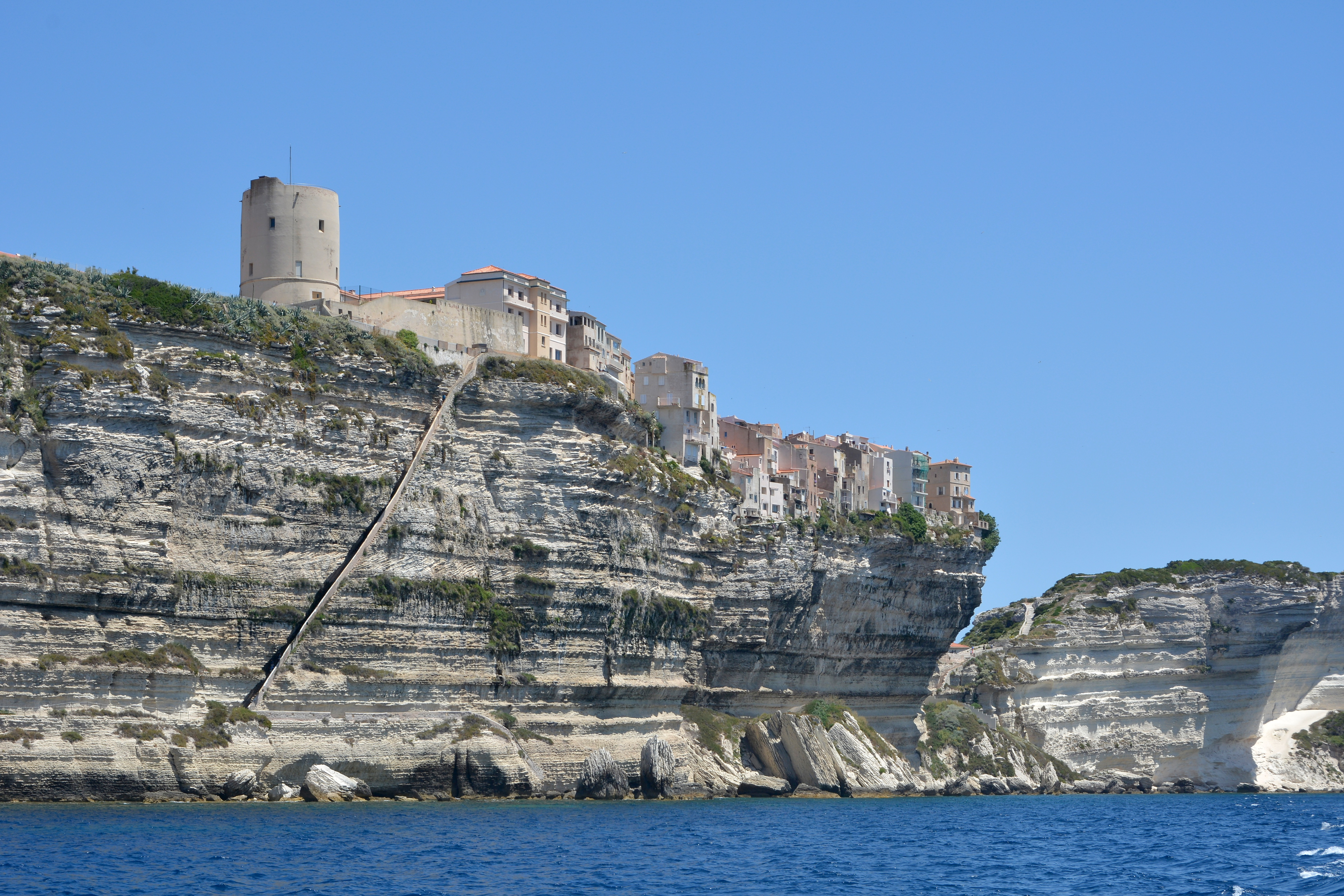
Die Kliffküste von Bonifacio mit der Treppe des Königs von Aragon
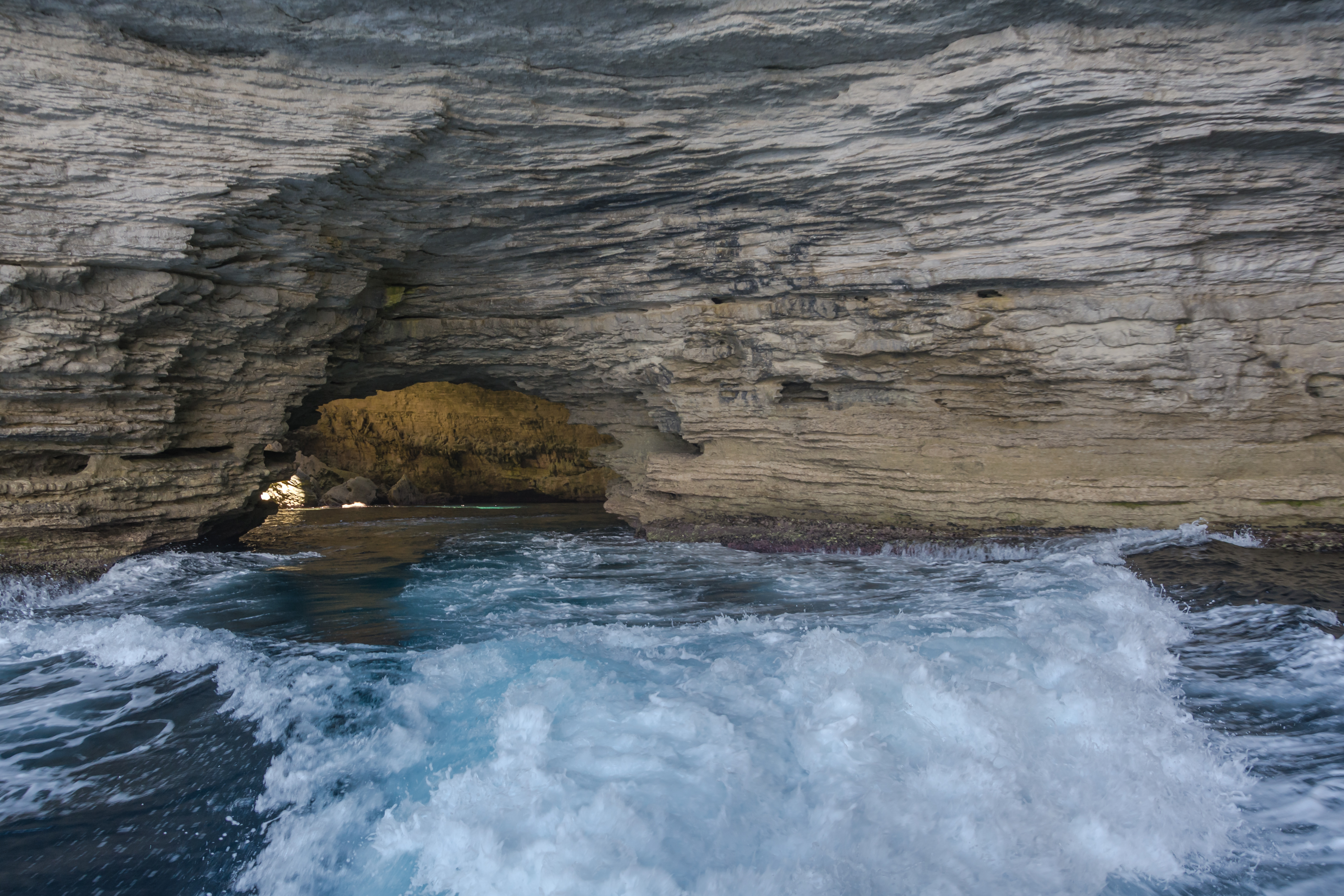
Die Grotte du Sdragonato (Drachenhöhle) unweit von Bonifacio
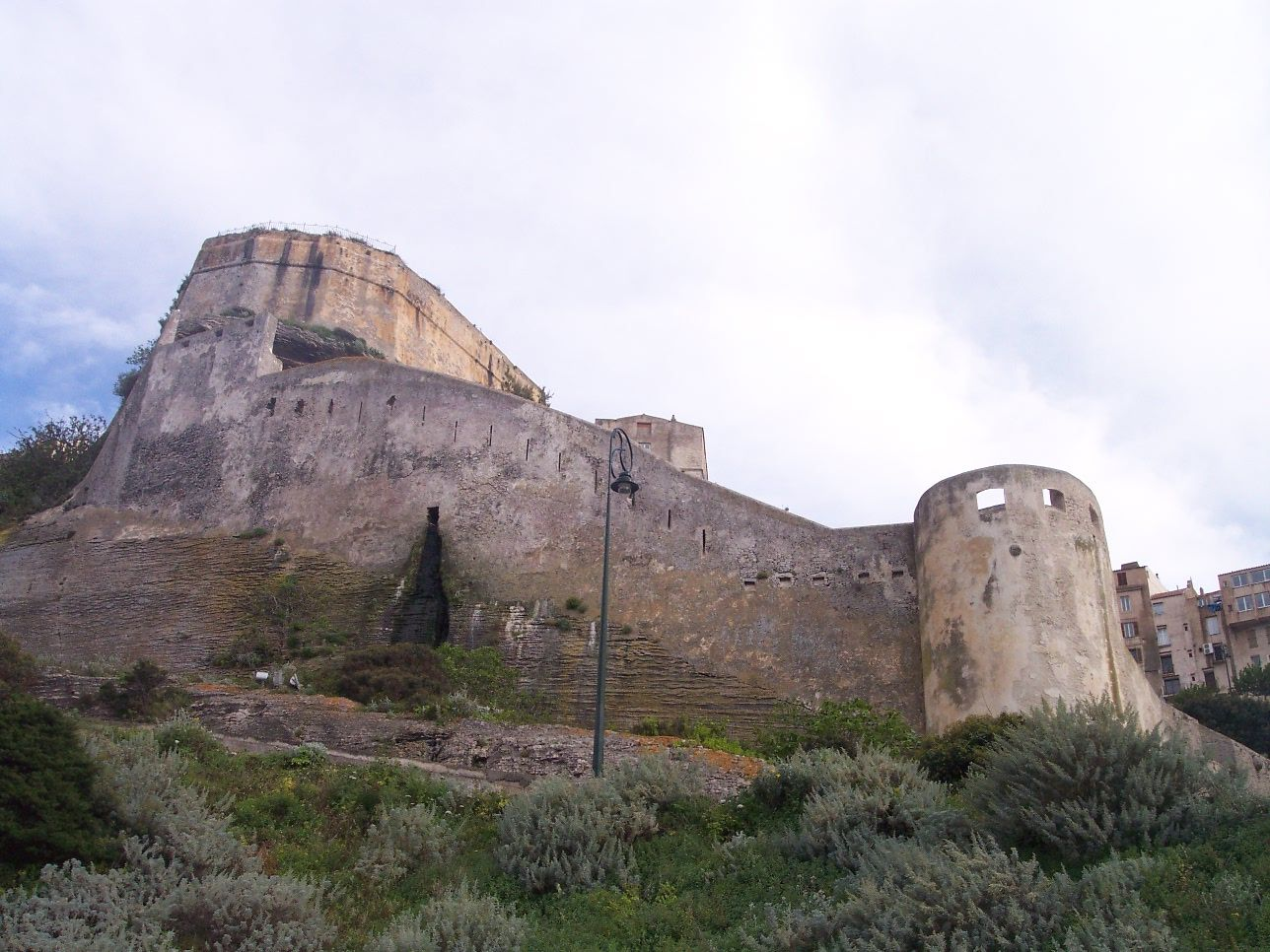
Die Zitadelle Bonifacio
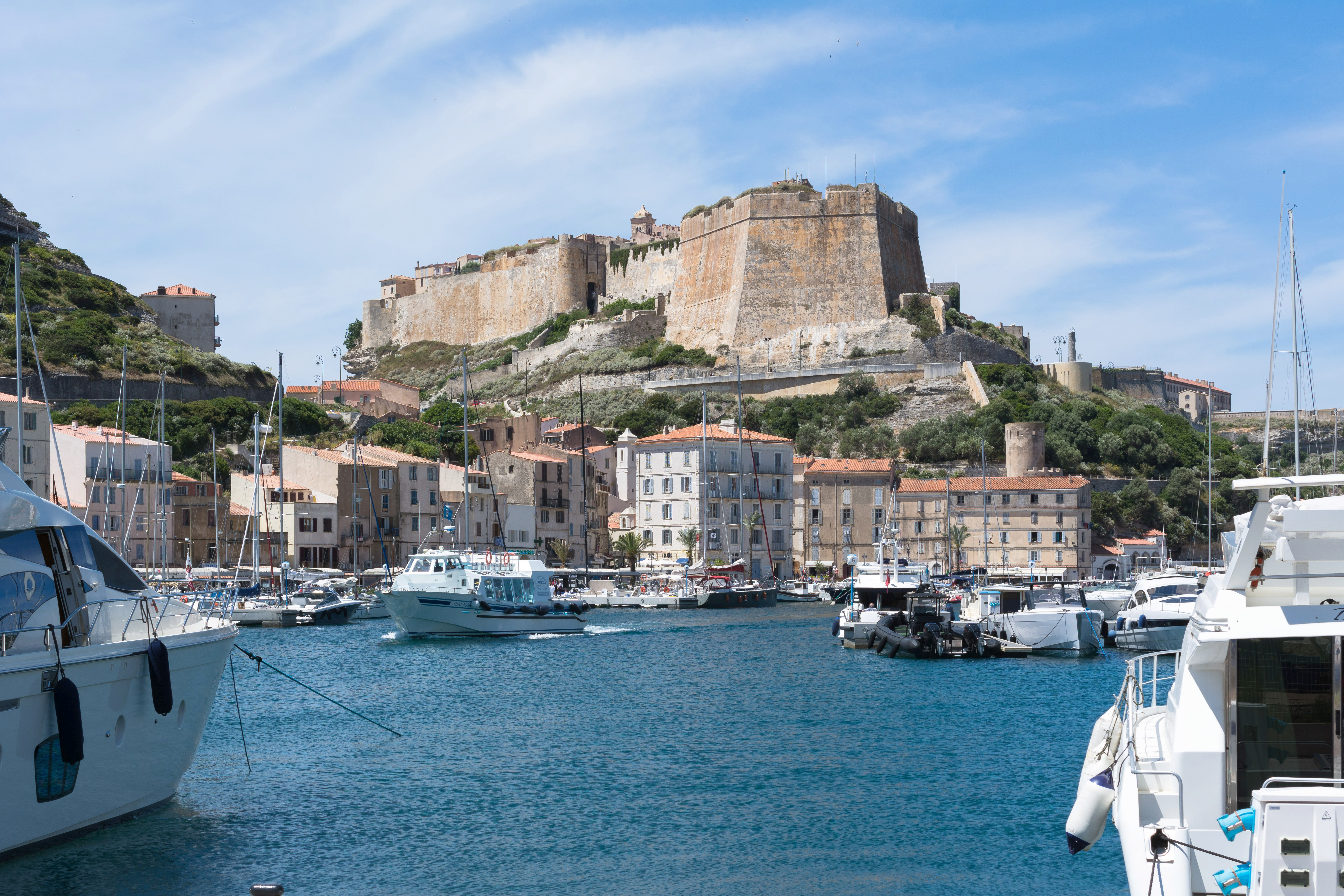
Zitadelle vom Hafen gesehen
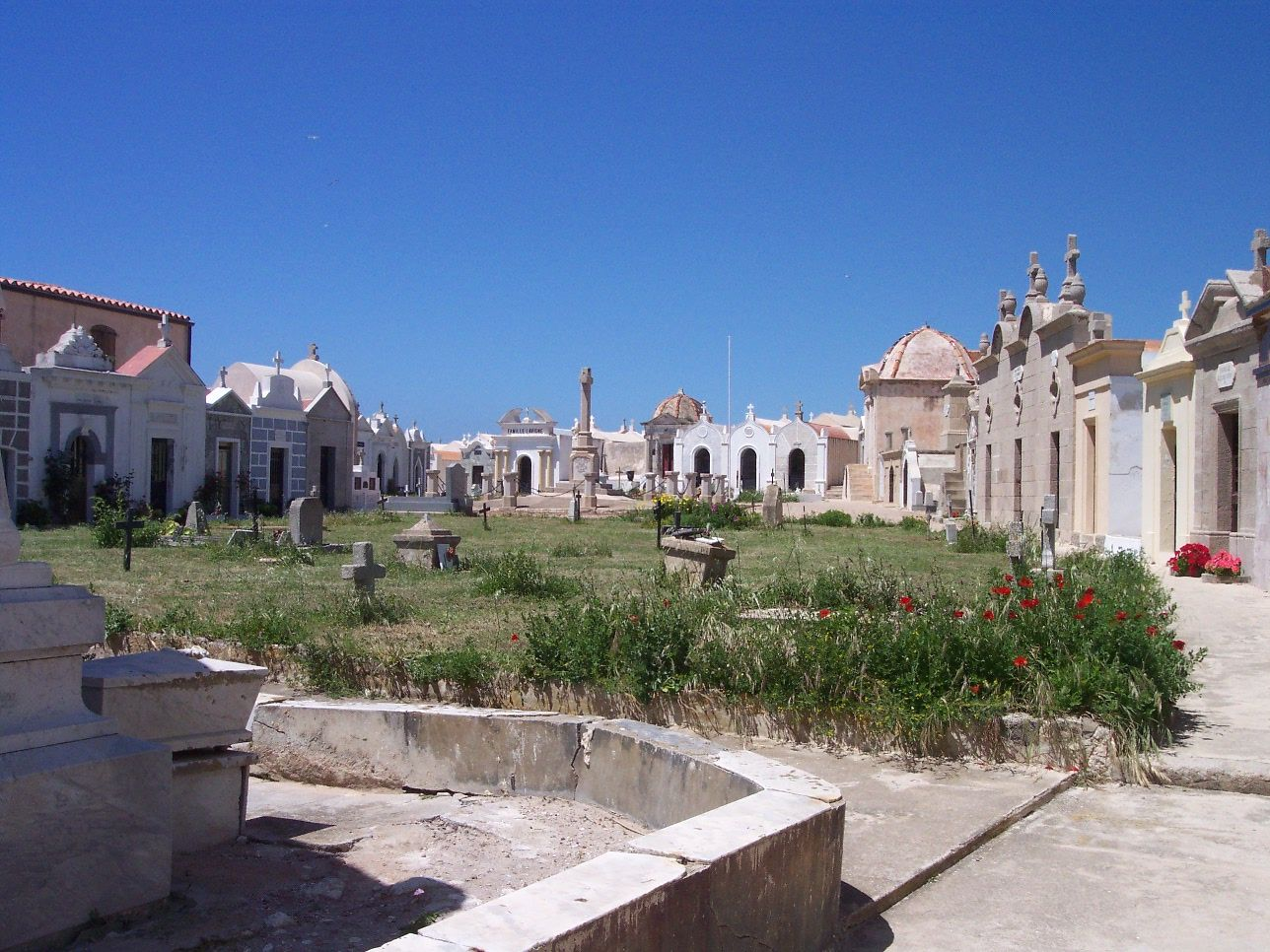
Meeresfriedhof

## Freizeitschifffahrt
Das bei jedem Wetter gut geschützte Hafenbecken liegt am Ende der schmalen Calanque und bietet daher Segelyachten keine Gelegenheit zum Kreuzen. Die Einfahrt selbst ist schwer auszumachen, die Häuser der Altstadt auf dem Plateau im Osten sind gut zu erkennen.
Gut erkennbar ist der weiße, viereckige Turm mit dem Wohngebäude des Leuchtturms auf Cap Pertusato, der von Süden und Westen zu sehen ist. Aus Norden kommend, ist der weiße Leuchtturm mit schwarzer Galerie auf Cap de Feno die beste Landmarke. An den Klippen unterhalb der Altstadt sind der restaurierte Wachturm und in den Fels gehauenen Treppen (Treppe des Königs von Aragon) zu sehen.

## Entfernungen zu anderen Häfen
| Von Bonifacio – bis | Seemeilen |
| ------------------- | --------- |
| Propriano           | 031       |
| Ajaccio             | 043       |
| Calvi               | 088       |
| Porto-Vecchio       | 025       |
| Macinaggio          | 107       |
| Solenzara           | 037       |
| Campoloro           | 068       |
| Bastia              | 091       |

## Persönlichkeiten
- Jean-Paul de Rocca Serra (1911–1998), Arzt und Politiker